# قائمة الفلاسفة الجماليين
تشمل القائمة التالية علماء الفلسفة الجمالية، وفلاسفة الفن والجماليات. فلاسفة الفن هم الذين ينظرن حول طبيعة الفن والجمال.

## أوروبا
| الاسم              | الكنية          | البلد    | تاريخ الولادة | تاريخ الوفاة | صورة            |
| ------------------ | --------------- | -------- | ------------- | ------------ | --------------- |
| تيودور             | أدورنو          | المانيا  | 1903          | 1969         | تيودور أدورنو   |
| جون                | أندرسون         | اسكتلندا | 1893          | 1962         | جون أندرسون     |
| إيف ماري           | أندريه          | قرنسا    | 1675          | 1764         | إيف ماري أندريه |
| توما               | الأكويني        | إيطاليا  | 1225          | 1274         | توما الأكويني   |
| أرسطو              |                 | اليونان  | 384 ق.م       | 322 ق.م      | أرسطو           |
| رودولف             | ارنهييم         | المانيا  | 1904          | 2007         |                 |
| جورج أنطون فريدرتش | است             | المانيا  | 1778          | 1841         |                 |
| فيكتور             | باتش            | قرنسا    | 1863          | 11944        | فيكتور باتش     |
| رولان              | بارت            | قرنسا    | 1915          | 1980         |                 |
| جورج               | باطاي           | قرنسا    | 1897          | 1962         | جورج باطاي      |
| ألكسندر            | جوتليب بومجارتن | المانيا  | 1714          | 1762         |                 |
|                    |                 |          |               |              |                 |
|                    |                 |          |               |              |                 |

## أمريكا الشمالية
| الاسم  | الكنية  | البلد            | تاريخ الولادة | تاريخ الوفاة | صورة |
| ------ | ------- | ---------------- | ------------- | ------------ | ---- |
| فيرجيل | ألدريتش | الولايات المتحدة | 1903          | 1998         |      |
| جودي   | ازوني   | الولايات المتحدة | 1954          |              |      |
|        |         |                  |               |              |      |
|        |         |                  |               |              |      |

## آسيا
| الاسم         | الكنية   | البلد  | تاريخ الولادة | تاريخ الوفاة | صورة          |
| ------------- | -------- | ------ | ------------- | ------------ | ------------- |
| أناندا        | فاردهانا | الهند  | 820           | 890          |               |
| سري           | أوروبندو | الهند  | 1872          | 1950         | سري أوروبندو  |
| مازن          | عصفور    | الأردن | 1953          |              |               |
| أبهينافاغوبتا |          | الهند  | 950           | 1016         |               |
| يوسف          | خاص حاجب |        | 1019          | 1085         | يوسف خاص حاجب |
|               |          |        |               |              |               |
|               |          |        |               |              |               |
|               |          |        |               |              |               |

## أفريقيا
| الاسم     | الكنية | البلد | تاريخ الولادة | تاريخ الوفاة | صورة            |
| --------- | ------ | ----- | ------------- | ------------ | --------------- |
| أوغسطينوس |        |       | 354           | 430          | القديس أغسطينوس |
|           |        |       |               |              |                 |

- ألكسندر جوتليب بومجارتن
- مونرو بيردسلي
- فيساريون بلنسكي
- كلايف بيل
- والتر بنيامين
- أرنولد بيرلينت
- جورج بيركهوف
- ماكس بلاك
- موريس بلانشو
- هارولد بلوم
- جورج براندس
- جان انتيلمي بريلات سافارين
- فيراتشيو بوزوني

- جون كيج
- سيزار براندي
- ستانلي كافيل
- كولينجوود
- فكتور كوزان
- بينيدتو كروتشه
- غريغوري كوري

- آرثر دانتو
- وليام س. داولينج
- جون ديوي
- جاك دريدا

- أومبرتو إكو
- جوناثان إدواردز
- رالف والدو إمرسون

- جيري فاربر
- فالنتين فيلدمان
- هنري فوسيلون
- ميشال فوكو

- هانز جورج جادامير
- ألكسندر جيرارد
- نيلسون جودمان
- ادموند جورني
- إتيان جيلسون

- بول هربلين
- غاري هاجبرج
- فرديناند غوثيلف هاند
- إدوارد هانسليك
- جورج فيلهلم فريدريش هيغل
- فرانسوا هيمسترهويس
- يوهان فريدريك هربارت
- يوهان جوتفريد هردر
- هيرمان ثيودور هيتنر
- جون هوسبرز
- هاينريش غوستاف هوتهو
- ديفيد هيوم
- سيري هوفدفت
- فرانسيس هيتشسون

- فرانسيس ارنست جاكسون
- كريستوفر جاناواي

- جيمس جويس (انظرصورة الفنان في شبابه)

- إيمانويل كانت
- ماني كول
- سورين كيركغور (انظر إما/أو (كتاب))
- بيتر كيفي
- أندرزيج تاديوش كيجوفسكي
- جوزيف كوسوث

- سوزان لانجر
- فيرنون لي
- إفرايم ليسينغ
- جيرولد لينفنسون
- ليو شيه (انظر العقل الأدبي ونحت التنين)
- لونجينوس
- بيتر لوننفيلد
- جان فرانسوا ليوتار
- جورج لوكاش

- جون مايدا
- أندريه مالرو
- جاك ماريتان
- جورج ميليس
- ريتشارد ميلتزر
- تيودور موندت

- فريدريك نيتشه

- مايكل اوكهوت

- والتر باتر
- رونالد بولسون
- هانز فيفيتنر

- أفلاطون (انظرالندوة (أفلاطون))
- إدغار آلان بو
- ستيفن بول

- آين راند
- توماس ريد (فيلسوف)
- جون راسكن

- خورخي سانتايانا
- فريدريك شيلنغ
- فريدريك شيلر
- أوجوست فلهلم شليجل
- فريدريش شليجل
- أرتور شوبنهاور
- روجر سكروتن
- روجر سكروتون
- كالفين سيرفيلد
- ريتشارد شسترمان
- فرانك سيبلي (فيلسوف)
- إيلاي سيغيل
- غي سيركلو
- كارل فيلهلم فرديناند سولجر
- مايكل سبرينسر
- ألغيرنون تشارلز سوينبورن
- سقراط[1]

- تيودور فيانو

- كيندال والتون
- موريس ويتز
- أوسكار وايلد
- ويمسات
- ريتشارد فولهايم